# Remei Sipi Mayo
Remei Sipi Mayo née en 1952, connue également sous le nom de Tía Remei, est une écrivaine, rédactrice, éducatrice et militante équatoguinéenne basée en Espagne et spécialisée sur le genre et le développement.
Elle est connue pour son activisme dans le mouvement associatif des femmes afrodescendantes, et elle a précédemment été présidente de la Federación de Asociaciones Guineanas de Cataluña (Fédération des associations guinéennes de Catalogne).

## Biographie
Remei Sipi est née en 1952 à Rebola, une ville de l'île de Bioko en Guinée équatoriale. En 1968, à l'âge de 16 ans, elle s'installe à Barcelone. Elle obtient un diplôme d'éducation de la petite enfance, et se spécialise sur le genre et le développement à l'Université autonome de Barcelone,.
En tant que militante, elle travaille pour défendre les femmes, les minorités ethniques et les immigrés. Elle a mis en valeur et encouragé le mouvement des femmes africaines, œuvrant pour éviter la folklorisation de leur identité lors d'événements interculturels auxquelles elles sont conviées.
Au début des années 1980, elle devient présidente de Riebapua, un collectif de membres du peuple Bubi, peuple de Guinée équatoriale en Catalogne. En 1990, elle cofonde l'association E'Waiso Ipola, qui signifie « femme, soulève-toi/réveille-toi ». Trois ans plus tard, elle devient l'une des cofondatrices de l'association espagnole des intellectuels africains Mfundi-Kupa. Elle a également lancé et dirigé Yamanjá, un réseau de femmes immigrées en Catalogne, en 2005,.
Remei Sipi Mqyo a également été présidente de la Federación de Asociaciones Guineanas de Cataluña (Fédération des associations guinéennes de Catalogne), vice-présidente du Consejo Nacional de Mujeres de Cataluña, porte-parole du secrétariat des femmes de la fédération collective des immigrés de Catalogne, et membre du Consell de la Llengua Catalana. De plus, elle a été membre du Réseau des femmes noires et des minorités ethniques en Europe, de la Plateforme de soutien aux prisonniers politiques en Guinée équatoriale et de diverses autres organisations de femmes.
En plus de son travail sur le recueil de la littérature orale et sur l'essai en général, elle a écrit plusieurs livres sur le genre et les femmes migrantes africaines. Elle est la fondatrice d'Editorial Mey, une maison d'édition spécialisée dans la littérature équato-guinéenne,.

## Publications
- (es) Remei Sipi Mayo, Mujeres africanas : más allá del tópico de la jovialidad, 2018 (ISBN 978-84-17150-27-3 et 84-17150-27-7, OCLC 1041540922, lire en ligne)[8].
- (es) Remei Sipi Mayo, Inmigración y género : el caso de Guinea Ecuatorial, Tercera Prensa, 2004 (ISBN 84-87303-75-7 et 978-84-87303-75-3, OCLC 191863813, lire en ligne).
- (es) Mariel Araya, Institut Català de les Dones et Remei Sipi Mayo, Les Dones migrades : apunts, històries, reflexions, aportacions--, Institut Català de les Dones, 2005 (ISBN 84-393-6888-7 et 978-84-393-6888-5, OCLC 803404021, lire en ligne).
- (es) Remei Sipi Mayo, Cuentos africanos, 2005 (ISBN 978-84-96357-16-7 et 84-96357-16-3, OCLC 870873814, lire en ligne).
- (es) Remei Sipi Mayo, El secreto del bosque: un cuento africano, Clavel Cultura, 2007 (lire en ligne).
- (es) Nina B. Camó et Melibea Obono, Baiso : (Ellas y sus relatos), 2015 (ISBN 978-84-606-7344-6 et 84-606-7344-8, OCLC 958142128, lire en ligne).
- (es) Remei Sipi Mayo, Voces femeninas de Guinea Ecuatorial : una antología, 2015 (ISBN 978-84-606-7342-2 et 84-606-7342-1, OCLC 957223751, lire en ligne).
- (es) « Biografías de autores sobre la literatura africana en español - Biblioteca Africana », sur Biblioteca Virtual Miguel de Cervantes (consulté le 15 mars 2022).